# بات أندروود
بات أندروود (بالإنجليزية: Pat Underwood)‏ هو لاعب كرة قاعدة أمريكي، ولد في 9 فبراير 1957 في كوكومو في الولايات المتحدة.

## وصلات خارجية
- بات أندروود على موقعبيزبول رفرنس.كوم (الدوري الرئيسي) (الإنجليزية)
- بات أندروود على موقعبيزبول رفرنس.كوم (الدوري الثانوي) (الإنجليزية)